# Xenobatrachus huon
Xenobatrachus huon és una espècie de granota que viu a Papua Nova Guinea.